# Время будить королей
Время будить королей — студийный альбом группы Оргия Праведников. Презентация альбома назначена на 10 октября 2020 (в московском ДК имени Горбунова), однако на стриминговых сервисах альбом был опубликован уже 1 октября. Концерт-презентация в назначенный день не состоялся и был перенесён на 9 января 2021 года из-за тяжёлой болезни Сергея Калугина (упоминалось подозрение на COVID-19)

## Работа над альбом
Запись прошла в собственной студии группы («Juststudio») и домашней студии Юрия Русланова («YUR Records») в 2017—2020 годах.
На издание диска, презентацию, съёмки клипа и выпуск связанной с альбомом сувенирной продукции группа собрала средства краудфандингом: при заявленной минимально необходимой сумме в полмиллиона рублей (и целевой — в один миллион) было собрано более 1 миллиона 750 тысяч.
Выход альбома предваряли три интернет-сингла: «Время будить королей» (30 июля), «Прыгай в огонь» (17 сентября), «Танец Казановы» (24 сентября). 13 августа на песню «Время будить королей» вышел видео-клип.
Дизайн обложки и буклета альбома и обложек всех трёх синглов выполнил Александр Уткин. В оформлении обложки альбома и синглов использована фотография Святослава Буркова, сына гитариста Алексея Буркова, фотограф Кирилл Санталов.

## Состав альбома
Альбом содержит девять песен (которые сами музыканты предпочитают называть «литературно-музыкальными композициями»), три инструментальные композиции («Advaita», «In Nomine Patris» и «Мыс Брана») и один разделённый на два фрагмента бонус-трек («Стоп, Женя, стоп!»). Бонус-трек является скрытым: в списке композиций в буклете альбома он не упомянут.
Значительная часть песен была написана задолго для начала работы над альбомом. Например «Танец Казановы» был опубликован на сольном альбоме Сергея Калугина Nigredo в 1994 году, а электрическая версия впервые прозвучала осенью 2017 года в концертной программе «Рок-мистерия „Бал Казановы“». Песня «Северный ветер», по словам музыкантов, также была написана «около тридцати лет назад», хотя на концертах не исполнялась. Другие песни, например «Звёзды идут сквозь нас», «От Бога до Земли» и «Стоп, Женя, стоп!» более пяти лет исполнялись Калугиным на сольных концертах.

## Список композиций
1. Время будить королей
2. Звёзды идут сквозь нас
3. Advaita (инструментал)
4. Om Tat Sat
5. Выше облаков
6. In Nomine Patris (инструментал)
7. Прыгай в огонь
8. Мыс Брана (инструментал)
9. Танец Казановы
10. От Бога до Земли
11. Солнце из небытия
12. Северный ветер
13. Стоп, (бонус-трек)
14. Женя, стоп! (бонус-трек)

## Участники записи
Группа Оргия Праведников:
- Сергей Калугин — вокал, бэк-вокал, акустическая гитара, электрогитара, банджо, чаранго
- Алексей Бурков — электрогитара, акустическая гитара, мандолина, перкуссия, чаранго, бэк-вокал
- Юрий Русланов — флейты, духовые, клавишные, перкуссия, мандолина, программирование, вокал, бэк-вокал
- Артемий Бондаренко — бас-гитара, контрабас, вокал (гроулинг), бэк-вокал, программирование
- Александр Ветхов — ударные, перкуссия, колокола, бэк-вокал

А также:
- Игорь Бурмистров — ирландская скрипка («Время будить королей»)
- Даниил Даниленко — рояль («Время будить королей», «Звёзды идут сквозь нас», «Advaita», «Выше облаков»)
- Алёна Юркина — сопрано («Звёзды идут сквозь нас», «Om Tat Sat», «Выше облаков», «In nomine Patris», «Прыгай в Огонь», «Танец Казановы», «Северный ветер»)
- Екатерина Духовская — сопрано («Звёзды идут сквозь нас», «Танец Казановы»)
- Татьяна Северинова — сопрано («Звёзды идут сквозь нас», «Танец Казановы»)
- Евгений Кульмис — бас-профундо («Звёзды идут сквозь нас»)
- Наталья Хмелевская — виолончель («Звёзды идут сквозь нас», «Выше облаков», «От Бога до земли», «Северный ветер»)
- Матвей Бурков — альт, скрипка («Звёзды идут сквозь нас», «Advaita», «Выше облаков», «От Бога до земли»)
- Христос Холикиас — скрипка («Звёзды идут сквозь нас», «Выше облаков», «От Бога до земли»)
- Милослава Семёнова — скрипка («Звёзды идут сквозь нас», «Выше облаков», «От Бога до земли»)
- Владимир Чебоксаров — скрипка («Звёзды идут сквозь нас», «Выше облаков», «От Бога до земли»)
- Софья Иглицкая, Михаил Иглицкий — орган («Звёзды идут сквозь нас»)
- Маргарита Ревати — вокал («Om Tat Sat»)
- Юлия Белоусова — табла, танпура («Om Tat Sat»)
- Артём Смирнов — ситар («Om Tat Sat»)
- Николай Быстров — голос («In nomine Patris»)
- Иван Траоре — битбокс («Прыгай в Огонь»)
- Михаил Смирнов — боуран («Мыс Брана»)
- Анастасия Паписова — кельтская арфа («Мыс Брана»), вокал («Om Tat Sat»)
- Алевтина Леонтьева — вокал («От Бога до земли»)
- Дарья Савватеева — клавесин («Северный ветер»)
- Майя Собоцинская, Святослав Бурков, Николай Быстров — голоса («Северный ветер»)
- Борис Плотников — губная гармошка («Женя, стоп!»)

Кроме того, в записи песен «Звёзды идут сквозь нас» и «Om Tat Sat» принял участие любительский хор, состоящий из поклонников группы.
Запись выполнили Иван Лубяный, Андрей Сазыкин, Андрей Равин в студии «Juststudio», а так же Юрий Русланов и Алексей Бурков в студии «YOR Records». Сведение — Иван Лубяный, мастеринг — Юрий Богданов.